# Sebastian Schmidt (Rennrodler)
Sebastian Schmidt (* 1. Februar 1978 in Bautzen) ist ein ehemaliger deutscher Rennrodler. Er war seit 1987 aktiv und trainierte zunächst bei der SG Bautzen-Nord. Der Polizeiobermeister startete für den SSV Altenberg. Seit 1992 wurde er im Landesleistungszentrum für Bob, Rennrodel und Biathlon ausgebildet. Seine größten Erfolge feierte er auf dem Doppelsitzer mit seinem langjährigen Partner André Forker. Schon im Juniorenbereich rodelte das Team zusammen. 1998 wurden sie Mannschaftsweltmeister der Junioren und Vizeweltmeister der Junioren im Doppel in Sigulda.
Das Team Schmidt/Forker wurde bei den Weltmeisterschaften 2001 Zehnte. Besser lief es bislang bei Europameisterschaften. 2000 wurde das Duo Fünfte, 2006 Vizeeuropameister in Winterberg. Im Gesamtweltcup kamen sie 2005 auf den sechsten, 2006 auf den fünften Rang. Zweimal, 2005 in Lake Placid und 2006 in Altenberg (mit Bahnrekordzeit), konnten sie ein Weltcuprennen für sich entscheiden. Bei deutschen Meisterschaften wurde das Team 2002 und 2006 Meister, 2000 und 2001 Vizemeister sowie 2003 Dritter. Trainiert wird das Duo von Uwe Günter.